# Parti socialiste des travailleurs (Algérie)
Pour les articles homonymes, voir Parti socialiste des travailleurs.
 (décembre 2013).
Si vous disposez d'ouvrages ou d'articles de référence ou si vous connaissez des sites web de qualité traitant du thème abordé ici, merci de compléter l'article en donnant les références utiles à sa vérifiabilité et en les liant à la section « Notes et références ».
Le Parti socialiste des travailleurs (PST) (en arabe : حزب العمال الاشتراكي, hizb aleummal alaishtirakii) est un parti politique algérien, membre de la Quatrième Internationale - Secrétariat unifié. Il a été fondé en octobre en 1989 par le Groupe communiste révolutionnaire, formé lui-même en 1974 par un groupe de syndicalistes et d'étudiants trotskiste. 
Il publie un journal nommé El Khatwa. Selon ce parti les élections algériennes sont anti-démocratiques et il les utilise uniquement comme tribune d’expression.
Les forces du pacte de l'Alternative démocratique (PAD), en annonçant le 5 avril 2021 leur rejet des élections législatives algériennes de 2021, confirment ainsi le boycott du Parti socialiste des travailleurs.
En janvier 2022, le Conseil d'État ordonne le gel des activités du PST et la fermeture de son siège, à la suite d'une plainte déposée par le ministère de l'Intérieur, demandant une suspension temporaire de l'activité du parti. Le PST dénonce « un précédent et une attaque flagrante au pluralisme partisan et aux libertés démocratiques en Algérie ».